# Martina Vítková
Martina Vítková (roz. Zárubová; * 21. července 1968, Rychnov nad Kněžnou) je historička umění a kurátorka.

## Život a dílo
Absolvovala Střední průmyslovou školu v Jablonci nad Nisou (1982–1986). V letech 1987–1990 studovala na Pedagogické fakultě Univerzity Hradec Králové obory český jazyk a výtvarná výchova. Studium nedokončila a přešla na Filozofickou fakultu Univerzity Palackého, kde v letech 1990–1995 vystudovala teorii a dějiny výtvarného umění (prof. M. Togner, I. Hlobil, R. Švácha, A. Nádvorníková).
Během studia spolu s Dianou Kořenovou vedla Malou galerii Na Kotli v Hradci Králové (1988–1990) a v letech 1993–1995 spolupracovala na organizaci Šternberských mezinárodních malířských plenérových sympozií (po roce 1994 instalačních sympozií) v rámci Nadace ŠIPS. V letech 1993–1995 byla spolukurátorkou výstavní síně Kabinet grafiky v Olomouci (UVU Olomoucka) s Edith Jeřábkovou.
V letech 2000–2002 externě spolupracovala se Střední školou aplikované kybernetiky v Hradci Králové, od roku 2002 též s Katedrou výtvarné kultury Univerzity v Hradci Králové. V letech 2000–2013 pracovala jako historička umění a kurátorka v Galerii moderního umění v Hradci Králové. Od roku 2013–2015 byla ředitelkou Regionálního muzea v Chrudimi. Od roku 2016 je kurátorkou Musea Kampa. Vyučuje též na Art Design Institutu v Praze.
Je kurátorkou výstavního prostoru Art Space NOV v Pardubicích, spolupracuje také s Klubem konkretistů KK3, Klub konkretistů. V minulosti se podílela na aktivitách pardubického Uskupení Tesla, které propojovalo umění a vědu, spolupracovala s Galerií města Pardubice (2012–2017), Galerií Dvojdomek v Heřmanově Městci a Výstavní síní Chrudim v Divadle Karla Pippicha v Chrudimi.
Je editorkou Wikipedie a zakládá hesla výtvarníků. Publikuje články v časopisech Ateliér, Prostor Zlín. Žije v Kostelci nad Orlicí.